# آنتونی کیو براون
آنتونی کِیو براون (انگلیسی: Anthony Cave Brown؛ ۲۱ مارس ۱۹۲۹ – ۱۴ ژوئیه ۲۰۰۶) روزنامه‌نگار، نویسنده و تاریخ‌نگار اهل بریتانیا بود.

## آثار
- حصاری از دروغ، ترجمهٔ فارسیِ محسن اشرفی